# Thomas Rønning
Thomas Rønning (Trondheim, 16 luglio 1985) è un calciatore norvegese, centrocampista dello Charlottenlund.

## Carriera

### Club
Rønning ha iniziato la carriera con la maglia dello Strindheim, per passare poi al Bodø/Glimt. Ha debuttato nell'Eliteserien il 13 aprile 2008, sostituendo Birkir Bjarnason nel pareggio casalingo per 1-1 contro lo Stabæk. Il 27 giugno dello stesso anno, ha segnato la prima rete nel pareggio per 1-1 contro il Rosenborg. Al termine del campionato 2009, il Bodø/Glimtm è retrocesso, ma Rønning è rimasto in squadra.
Nel 2012 è passato al Ranheim. Il 7 dicembre 2013 ha rinnovato il contratto che lo legava al Ranheim per altre due stagioni. Al termine di questo accordo, è rimasto svincolato.